# Gastrodia angusta
Gastrodia angusta är en orkidéart som beskrevs av S.Chow och Sing Chi Chen. Gastrodia angusta ingår i släktet Gastrodia och familjen orkidéer. Inga underarter finns listade i Catalogue of Life.